# 430工程
430工程（俄語：Объект 430）是一款蘇聯的實驗性中型坦克。這款戰車是T-64主力戰車的前身，僅製造了5輛原型車。

## 發展歷史
T-54/55主力戰車是第二次世界大戰結束後蘇聯陸軍所主要使用的中型戰車，然而到了1950年代時，T-54/55的武裝、機動性，乃至於防護力皆已顯過時，無法與當代的主力戰車相抗衡。隨著西方國家主力戰車的升級，T-54/55將無法有效對抗它們。因此，蘇聯軍方極需一種性能超越蘇聯國內甚至國外任何戰車的新型主力戰車。
1951年，蘇聯軍方為新戰車的開發項目設立了一個名為「KB-60M」的設計團隊，並由莫洛佐夫設計局首席設計師，同時也是T-54系列主力戰車的設計者亞歷山大·莫洛佐夫負責領導該團隊。1953年時，新戰車的初步開發階段完成，並獲得蘇聯官方「T-64」的正式命名。在經過審慎評估後，莫洛佐夫於1954年4月2日獲得蘇聯№ 598-265號指示，准允他以「430工程」的名義開發T-64戰車的原型。430工程的設計草圖於1954年完成。莫洛佐夫隨後根據1955年5月6日蘇聯部長會議第880-224號命令、蘇聯交通工程部1955年5月13日命令以及於同年6月8日發布的具體技術規格，開始430工程的技術構圖。1956年7月11日設計完成，並有一具430工程的全尺寸木製模型問世。
1957年，兩輛430工程原型車被製造出來：「430-1H工程」及「430-2H工程」。在工廠測試期間，430工程被拿來與140工程比較。許多問題，如結構上的缺陷以及引擎保養的困難等，皆於測試時逐一浮現，不過整體而言測試結果相當成功。1958年6月6日，依據蘇聯部長會議№609-294號命令，馬雷舍夫工廠開始生產第二批共三輛430工程的原型車：「430-1P工程」、「430-2P工程」以及「430-3P工程」。1959年12月，該三輛原型車全部生產完畢。所有原型車皆被送往進行兩階段的實地測試。三輛原型車被分為兩批於兩個時段進行測試：1960年3月7日至7月10日，430-2P工程及430-3P工程於中央炮兵研究測試場接受測試；1961年1月26日至3月20日，430-1P工程與430-2P工程於裝甲車輛研究院接受測試。
第二階段測試則是由早先的430-2H工程與430-3P工程一同進行。這兩輛原型車稍後又分別被重新命名為「430M-1工程」和「430M-2工程」。最終，430工程通過所有測驗，並隨時可投入量產及部署。然而，比起其前輩T-54/55，430工程的優勢並不顯著；反倒是同時期於下塔吉爾國營工廠接受測試的165工程與166工程較為出色。因此，考慮到經過現代化升級後的T-54/55性能略有提升，蘇聯共產黨中央委員會的決議以及1961年2月17日蘇聯部長會議№141-58號命令皆要求停止430工程的開發工作。稍後，T-64主力戰車的開發項目被重新命名為432工程。

## 概述
430工程採用傳統蘇聯戰車的佈局模式。駕駛乘坐車體中央。該戰車承襲了蘇聯戰車一貫的車身扁平、輪廓低矮的特色；這樣的設計雖然使戰車較不容易被擊中，但也導致蘇聯戰車普遍有俯角不足的缺陷。

### 裝甲
430工程的車殼使用軋製裝甲製成，車體上部採用與T-10類似的裝甲設計，厚達120毫米，傾斜60度。炮塔為半球狀，並擁有良好的避彈功能。430工程的正面裝甲可抵擋100毫米主炮於1公里外的射擊。炮塔後方有個艙門可供乘員將廢棄彈殼拋出。

### 武裝
430工程的主要武裝為一門100毫米D-54TS線膛炮，其炮管長度比T-55的主炮短200毫米。車頂上裝有一挺14.5毫米KPVT重機槍以提供防空火力。

### 動力組件
430工程是歷史上首次使用噴射冷卻引擎的中型戰車。在水中行駛時，引擎的散熱器會將水抽入，以防止引擎過熱。

### 懸吊系統
430工程使用扭力桿式懸掛；懸吊系統上第一及第六個外掛點上裝有液壓減震器。兩側皆裝有6個空心滾輪、3個支承輪以及內部阻尼器。

### 光學與通訊系統
430工程裝備了R-113無線電，以及TPD-43B（TPDMS）熒光立體測距視線儀，可提供穩定的視像。炮手亦配備了TPN-1夜視儀。

## 共生型號

### 430U工程
一個名為「430U工程」的項目與430工程同時被開發出來。它裝備了122毫米 D-25TS戰車炮。430U的裝甲被大幅強化，幾乎達到IS-3、IS-4甚至T-10重型戰車的等級。 因此，430U工程被蘇聯視為「擁有重型戰車性能的中型戰車」的典範。

## 衍生型號
- 287工程—蘇聯的實驗性飛彈中型戰車。
- 432工程—在430工程結束後，KB-60M所提出的後繼開發項目。該戰車裝備了新的主炮以及複合裝甲。
- 435工程—430工程的改良版本，裝備115毫米2A20滑膛炮。

## 現存的430工程
目前仍有一輛430工程原型車被保存於庫賓卡戰車博物館。

## 註記
1. 1 2 3 4 5 6 7 8 9 10  .   [2016-02-23]. （原始内容存档于2010-02-13）.
2. 1 2 3  М. В. Павлов, И. В. Павлов. Отечественные бронированные машины 1945—1965 гг. // Техника и вооружение: вчера, сегодня, завтра. — Москва: Техинформ, 2012. — № 3. — С.      49.
3. ↑  .   [2016-02-23]. （原始内容存档于2011-08-20）.

## 引用
«Объект 430» опытный средний танк
«Объект 430» в музее г. Кубинка